# Marty Nothstein
Marty Nothstein, född den 10 februari 1971 i Allentown, Pennsylvanien, är en amerikansk tävlingscyklist som tog OS-silver i cykelsprint vid olympiska sommarspelen 1996 i Atlanta och därefter guld i samma distans vid olympiska sommarspelen 2000 i Sydney.